# Шалли, Эндрю
Эндрю Виктор Ша́лли (англ. Andrew W. Schally; пол. Andrzej Wiktor Schally; 30 ноября 1926[…], Вильно, Виленское воеводство, Польша — 17 октября 2024, Майами-Бич, Флорида) — польский и американский эндокринолог, лауреат Нобелевской премии по физиологии и медицине 1977 года, «за открытия, связанные с секрецией пептидных гормонов мозга», которую он разделил вместе с Роже Гийменом.
Член Национальной академии наук США (1978).

## Биография
Родился 30 ноября 1926 года в Вильно, когда город входил в состав Польши (ныне Вильнюс, Литва). Шалли получил образование в Великобритании. В 1952 году переехал в Канаду, где в 1957 году защитил диссертацию по эндокринологии в Университете Макгилла (Монреаль). После этого переехал в США в Бэйлоровский медицинский колледж (Хьюстон), а затем получил позицию в Тулейнском университете.
Умер в октябре 2024 года в возрасте 97 лет.